# Melchior Dzierżański
Melchior Dzierżański herbu Sulima – generał major armii koronnej, pułkownik targowickiej formacji Regimentu Pieszego pod im. Konfederacji Wolnych, oficer Regimentu Fizylierów i Artylerii Koronnej.